# Manjämning
Manjämning (fvn mannjafnaðr, mannjǫfnuðr; ”jämförelse mellan män”) kallas en i de isländska sagorna ofta omtalad lek, som främst utövades vid gillen och ibland kombinerades med kappdrickning. Två män utvalde till jämförelse var sin person (eller personer), varefter de i starkast möjliga ordalag försökte framhäva det egna valets förtjänster samt felen och bristerna hos den (eller dem) som motparten hade valt. Manjämning har alltså varit en sed som hörde till samvaron när man satt och drack öl. I flera sagor, exempelvis Bandamanna saga, kallas seden för ǫlteiti, muntration vid dryckesbordet.

Som juridisk term betecknar ”manjämning” den sammanvägning av mansboten som var nödvändig för att två parter skulle kunna förlikas efter en fejd, där båda lidit förluster. 

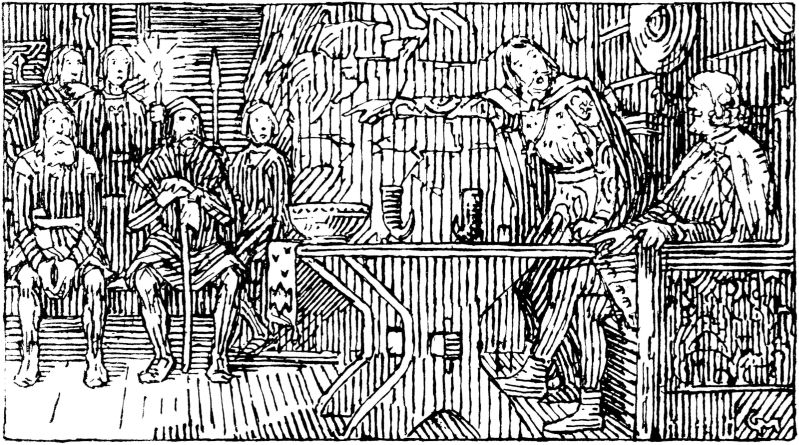
Samkungarna Sigurds och Eysteins manjämning. Bild av Gerhard Munthe, 1899.

## Manjämning i sagorna
Hur det kunde gå till vid ett dryckeslag antyds i Þórodds þáttr Snorrasonar:
| ” | Svågrarna drack med varandra och Torodd med bondsonen och man drack ikapp och på kvällen var det kappmål (kappmæli) och manjämning mellan norrmännen och svearna och därnäst mellan deras kungar, både dem som förut hade varit och dem som då var och likaledes om de skiften som varit länderna emellan i fråga om mandråp och rån. | „ |

Här är det inte bara sina kungar, utan även utgången av talrika gränsfejder, som de tävlande spelar ut mot varandra. Men ofta var det sig själva som kappdrickarna valde att jämföra, och leken kunde då urarta i bråk och ovänskap. Så skedde exempelvis när fylkeskungen Gudröd Björnsson jämförde sig själv med konung Harald gråfäll. Det hotande bråket kunde visserligen avstyras, men kort därefter blev Gudröd mördad på kung Haralds befallning. Andra exempel på manjämning som ledde till dråp och hämnd finns i Eyrbyggja saga, kapitel 37.

### Sigurd Jorsalafares och Eysteins manjämning
I sagorna kan manjämning bli ett litterärt topos, vilket gör det möjligt för författaren att karakterisera sina huvudpersoner  genom deras ”egna ord”. Exempel på detta är manjämningen mellan kungabröderna Sigurd Jorsalafare och Eystein, som finns i Morkinskinna och som Snorre Sturlasson inarbetade i Magnussönernas saga i Heimskringla. Här jämför de båda kungarna sina gärningar och förtjänster ända från barndomen. Sigurd prisar sin styrka och sina krigiska bedrifter medan Eystein berömmer sig av klokhet och goda gärningar. När leken är slut är båda ursinniga – dock höll sig freden dem emellan så länge de levde, tillägger Snorre. Händelsen lär ha inträffat år 1113.

### Fornaldarsagorna
I islänningasagorna liksom i kungasagorna är manjämningar verbala kraftmätningar på prosa, men i  fornaldarsagorna blir de poetiska ordstrider av skrytsammast möjliga slag. Exempel på detta finns i Hálfs saga ok Hálfsrekka, kapitel 15, och i Örvar-Odds saga, kapitel 27. I synnerhet Örvar-Odds manjämningsstrofer (Mannjafnaðarmál) brukar ofta framhållas – de medtogs för övrigt i Heusler-Ranischs Eddica minora. Under sin vistelse vid kung Herröds (Herrauð) hov sägs Örvar-Odd ha slagit vad med två av kungens hirdmän, att han kunde dricka bättre än de. Med dryckesstriden följde en manjämning, där kämparna jämförde varandras frejd och bedrifter. Striden utkämpades på regelbunden fornyrdislag, och inför varje strof måste kämparna tömma en full, d.v.s. ett fullt dryckeshorn. Örvar-Odd avgick med segern och fortsatte, långt efter det att hans motståndare hade fallit under bordet, att dikta självberömmande strofer – och för varje strof tömde han ännu ett horn. Sagan uppger att Örvar för denna strålande bedrift vann kungadottern Silkisifs kärlek.

## Den poetiskaEddan
Också gudarna praktiserade manjämning enligt vad som framgår i den poetiska Eddan. Bästa exemplet härpå finns i Hárbarðsljóð, där Tor och Harbard (″Gråskägg″) – som är Oden i förklädnad – grälar om vem av dem som är bäst. Varje omgång skryt avslutas med den uppfordrande versen ″Vad gjorde du under tiden?″ (Hvat vanntu þá meðan, Hárbarðr? och Hvat vanntu þá meðan, Þórr?.) Tor prisar sin dådkraft och skryter om hur många jättar han dräpt: ″Ändlöst vore jättesläktet om alla fått leva″. Harbard/Oden – som är en kvinnotjusare av rang – söker dock föra in samtalet på det för Tor mer ovana ämnet “kvinnor”. Tor kontrar med att han har god erfarenhet av sådana varelser:
| Jag gav bärsärkars brudar bane på Hläsö; illa de övat, allt folk förhäxat. Övers. Åke Ohlmarks, 1965 | Brúðir bersęrkja barðak í Hlésęyju, þær hǫfðu verst unnit, vélta þjóð alla. Normalisering: Finnur Jónsson, 1932 |  |

Men, invänder Harbard, ″det var nedrigt av dig Tor, att slåss mot kvinnor.″
Genom sina repliker ger gudarna en god karakteristik av sig själva: Tor är bondsk och enkel; Oden världsvan, men slug och opålitlig. Hárbarðsljóð är både senna (smädedikt) och manjämning. I en manjämning söker kontrahenterna framställa sig själva i en så gynnsam dager som möjligt, medan syftet med en senna är att förringa motståndaren. Hárbarðsljóð kombinerar båda dessa motiv.

## Juridisk term
Manjämning kallas också den sammanvägning av mansboten som skedde då två parter skulle förlikas efter en fejd. Om båda sidor lidit förluster måste dessa vägas mot varandra. Ett sådant förlikningsärende finns beskrivet i Grǿnlendinga þáttr i Flateyjarbók. För att förlikningen skulle godtas av båda parter krävdes stor rättskänsla och gott omdöme från medlarens sida. Denne måste ofta sätta sitt eget anseende på spel för att lyckas, men sagorna ger flera exempel på att även mycket svåra förlikningsärenden har varit framgångsrika.
I den svenska Hednalagen, ett fragment från 1200-talet, stadgas formerna för envig föranlett av okvädinsord. Lagtextens inledande “exempel-träta” har här form av en manjämning: ″Du är ej mans jämlike (mans maki) och ej man i bröstet. – Jag är man som du.″